# (4208) Kiselev
(4208) Kiselev (1986 RQ2) – planetoida z pasa głównego asteroid okrążająca Słońce w ciągu 5,74 lat w średniej odległości 3,2 j.a. Odkryta 6 września 1986 roku.